# ريكاردو أورباني
ريكاردو أورباني (بالإيطالية: Riccardo Urbani)‏ هو سباح إيطالي، ولد في 11 سبتمبر 1958.

## وصلات خارجية
- ريكاردو أورباني على موقع الاتحاد الدولي للسباحة (الإنجليزية)
- ريكاردو أورباني على موقع أوليمبيديا (الإنجليزية)